# 514 Armida
514 Armida
514 Armida là một tiểu hành tinh ở vành đai chính. Nó được Max Wolf phát hiện ngày 24.8.1903 ở Heidelberg, và được đặt theo tên nhân vật trong vở opera Armide của Gluck, dựa trên sử thi La Gerusalemme liberata của Torquato Tasso.